# Onthophagus vethi
Onthophagus vethi là một loài bọ cánh cứng trong họ Bọ hung (Scarabaeidae).